# Le implacabili lame di rondine d'oro
Le implacabili lame di rondine d'oro (大醉俠) è un film wuxia del 1966 diretto da Hu Jinquan (King Hu) con protagonista Cheng Pei-pei. È conosciuto internazionalmente come Come Drink with Me.
Prodotto dallo Studio Shaw, è tra i più celebri film dello studio, nonché del wuxia, genere che non aveva successo dagli anni '30. Lanciò la carriera dell'attrice Cheng Pei-pei. Quentin Tarantino lo considera uno dei suoi film preferiti e ha dichiarato di volerne girare un remake.

## Trama
Zheng Bi-qiu, magistrato provinciale e figlio del governatore, viene rapito dal bandito Jade-Faced Tiger. Tiger chiede a Zheng di liberare il suo padrone imprigionato, ma quando l'uomo di principio rifiuta, lo trattiene invece per un riscatto, chiedendo al governatore che il maestro venga rilasciato entro cinque giorni, altrimenti suo figlio verrà ucciso. L'altra figlia del Governatore, una giovane donna conosciuta come Golden Swallow, viene inviata a salvare suo fratello. Inizialmente travestita da uomo, Golden Swallow è lei stessa un'abile spadaccina e artista marziale, dimostrando le sue abilità contro i banditi di Tiger quando la affrontano in una locanda locale.
Un mendicante locale, noto come Drunken Cat, funge da angelo custode di Golden Swallow, salvandola di nascosto da un tentativo di imboscata più tardi quella notte. Quando Golden Swallow va a ringraziarlo il giorno successivo, finge ignoranza, apparendo solo come un ubriacone edonista che raccoglie avanzi con il suo esercito di bambini. Tuttavia, comunica segretamente dove si trovano i banditi tramite un messaggio in codice in una canzone, descrivendo il carattere cinese tradizionale che significa tempio (廟).
La banda di Jade-Faced Tiger ha occupato un monastero buddista locale con il sostegno del suo abate corrotto, Liao Kung. Golden Swallow penetra nel complesso travestito da parrocchiano, ma viene rapidamente scoperto da Jade-Faced Tiger e costretto a uno scontro. Nonostante le sue capacità, è tristemente in inferiorità numerica e riesce a salvarsi per un pelo. Durante la rissa, viene ferita da uno dei dardi con la punta avvelenata di Tiger. Viene salvata nei boschi da Drunken Cat, che la cura per rimetterla in salute.
Mentre è in convalescenza, Golden Swallow scopre che Drunken Cat è in realtà Fan Da-pei, un maestro Shaolin e leader della scuola Green Wand Kung Fu, che tiene il segreto. Liao Kung è il fratello di sangue di Fan, avendolo inserito nella società di arti marziali quando era un orfano affamato. Avido di potere, Liao Kung ha ucciso il loro maestro per impossessarsi della scuola e ha cercato il prezioso bastone di bambù che è il loro simbolo, che Fan ha ottenuto. Sebbene Liao Kung affermi di essere il legittimo erede al trono, poiché era lo studente più anziano, Fan sostiene che le sue azioni omicide hanno negato tale diritto. Tuttavia, non è disposto a combattere il suo fratello di sangue, sia per gratitudine per avergli salvato la vita, sia per le abilità superiori di Liao.
Fan negozia uno scambio di prigionieri tra Zheng Bi-qiu e il padrone dei banditi. Tuttavia, dopo che Bi-qiu è stato rilasciato, Fan tende un'imboscata ai banditi e impedisce loro di rilasciare il loro capo. Mentre i soldati governativi riportano in prigione il capo dei banditi, i banditi attaccano il corteo. Golden Swallow, guidando le sue donne guerriere, riesce a respingerle, uccidendole tutte tranne Tigre dalla faccia di Giada, che viene risparmiato dall'intervento di Liao Kung. Segue una lotta con Fan, e lui tiene suo fratello di sangue in punta di spada, chiedendogli di riformare i suoi modi malvagi in cambio della sua vita. Liao apparentemente è d'accordo, ma poi attacca Fan a casa sua. Nel loro confronto finale, Fan uccide Liao con il bastone di bambù del loro padrone.